# Haroldswick
Haroldswick (ook: Harold's Wick en oud-Noors: Haraldsvík: baai van Harald), ligt op  Unst, een van de Shetlandeilanden, en is een van de noordelijkste plaatsen op de Britse eilanden.

## Geschiedenis
De baai dankt zijn naam aan de Viking-koning Harald, en is bekend als het eerste landingspunt van de Vikingen op de Shetlands. Een graf toegewezen aan Harald werd teruggevonden op Setter's Hill, met uitzicht op de landingsplaats.

## Geografie
In een kleine halvemaanvormige baai, met een heuvel aan weerszijden, steile kliffen, ruige zee met goede visgrond voor makreel, liggen een reeks kleine huisjes langs een rotsachtig strand. Zij worden enkel beschermd tegen de zeewind door een muurtje aan de overzijde van de straat.
Er zijn de restanten van een pier en een klein museum (Unst Boat Haven) dat gewijd is aan de traditionele boten van de Shetlands. Er zijn vaak grijze zeehonden en blauwe reigers op het strand te zien.

## Ligging

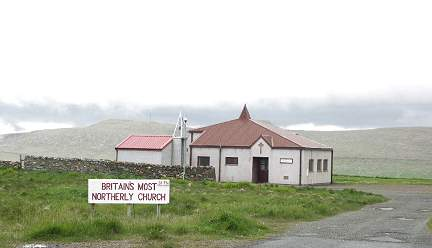
Methodistenkerk in Haroldswick

Haroldswick ligt 615 km ten noorden van de dichtstbijzijnde belangrijke stad: Inverness. Lerwick, de hoofdstad van de Shetlands, ligt 96 km zuidelijker. Haroldswick bewering de meest noordelijke plaats van het Verenigd Koninkrijk te zijn wordt weerlegd door het bestaan van het dorpje Norwick-Skaw, dat nog 8 km noordelijker ligt.
Het postkantoor van Haroldswick was jarenlang het noordelijkste van het Verenigd Koninkrijk, en bezoekers konden een speciaal stempel krijgen, maar in 1999 werd het kantoor gesloten. Nu is het kantoor van Baltasound het noordelijkst.